# في وايت
في وايت (بالإنجليزية: Faye White)‏ (و. 1978  م) هي لاعبة كرة قدم، ومعلقة رياضية، من المملكة المتحدة، تلعب كمُدَافِعَة، وقلب الدفاع.

## التعليم
تعلمت في Reigate College ‏، وOakwood School, Horley ‏.

## جوائز
حصلت على جوائز منها:
- عضو رتبة الإمبراطورية البريطانية.

## روابط خارجية
- في وايت على موقع الاتحاد الدولي (مؤرشف)  (الإنجليزية)
- في وايت على موقع الاتحاد الأوربي (الإنجليزية)
- في وايت على موقع قاعدة بيانات كرة القدم.إي يو (الإنجليزية)
- في وايت على موقع Soccerway.com (الإنجليزية)
- في وايت على موقع عالم كرة القدم.نت (الإنجليزية)